# نعمان اسلام شیخ
نعمان اسلام شیخ (انگلیسی: Nauman Islam Shaikh؛ زادهٔ ۲۴ ژوئیهٔ ۱۹۷۸) سیاست‌مدار و عضو مجمع ملی پاکستان است.